# Квадратная мышца поясницы
Квадратная мышца поясницы (лат. Musculus quadratus lumborum) парная, плоская, четырёхугольная; начинается задней части подвздошного гребня, подвздошно-поясничной связке и на поперечных отростках I—V поясничных позвонков. Прикрепляется к медиальному краю XII ребра и к поперечным отросткам I—V поясничных позвонков.

## Функция
При двустороннем сокращении способствует удержанию туловища в вертикальном положении. При одностороннем сокращении вместе с мышцей, выпрямляющей туловище, и мышцами боковой стенки живота наклоняет позвоночник в свою сторону, тянет вниз XII ребро.

## Иннервация
Мышечные ветви поясничного сплетения (Th12, L1-L5)

## Кровоснабжение
Подрёберная, поясничные, подвздошно-поясничная артерии.